# Sant'Adriano al Foro
Sant'Adriano al Foro ou Igreja de Santo Adriano no Fórum, era uma igreja que antigamente ocupava o edifício da Cúria Júlia no Fórum de Roma, Itália. Foi uma diaconia protegida por um cardeal-diácono até ser suprimida em 1949 pelo papa Pio XII, que transferiu o título para São Paulo em Regola.

## História
A igreja foi construída pelo papa Honório I em 630 na Cúria Júlia (o edifício do senado romano). No final do século VI e início do século seguinte, a cidade passava por um período de profundo declínio e a Cúria foi abandonada, o que levou o papa a utilizar o local para sua igreja, dedicada provavelmente a Santo Adriano da Nicomédia. Pinturas ainda podem ser vistas numa capela lateral e que contam a história do santo; além delas há também algumas pinturas bizantinas no local.
Por ordem do papa Sérgio I (r. 687–701), a igreja marcava o início das litanias de certas procissões em dias santos, principalmente nas festas da Virgem Maria, da Candelária, da Anunciação, Assunção e o Natal. No século XVI, o edifício foi reportado como abandonado, com grama crescendo no piso interior. Por isto, o papa Sisto V concedeu-o à Ordem dos Mercedários, da Espanha, em 1589, que imediatamente começou a restauração e a construção de um convento anexo. As obras foram custeadas por uma taxa cobrada de todos os conventos mercedários na Espanha e na América Latina.
O papa Gregório IX modificou substancialmente o edifício em 1228 e, no século XVII, suas grandes portas de bronze foram levadas para a Arquibasílica de São João de Latrão.
Entre 1654 e 1656, a igreja foi de novo reconstruída por Martino Longhi, o Jovem.

### Destruição
A igreja só foi identificada como sendo a Cúria Júlia em 1860 e, desde então, começou a pressão de certos membros do establishment arqueológico italiano para que fossem realizadas escavações no local. O frades mercedários conseguiram resisti-la por sessenta anos. Depois da unificação da Itália, em 1870, a área em frente da igreja foi escavada, deixando a porta principal pendurada sobre o buraco. Os visitantes tinha que entrar por uma porta lateral que dava para o corredor esquerdo. O oratório também foi destruído e o jardim dos frades (que ficava sobre as ruínas da Basílica Emília), confiscado.
Quando Mussolini ascendeu ao poder, a pressão se tornou insuportável, principalmente por causa de sua obsessão com o passado glorioso de Roma que seu governo fascista pretendia emular. O governo italiano comprou a igreja e o mosteiro no ano seguinte, embora a igreja só tenha sido desconsagrada em 1932. O dinheiro da compra foi entregue ao Collegio di Spagna, em Bolonha. Entre 1935 e 1939, a igreja foi demolida e quase todas as evidências da cristianização foram removidas, incluindo a maior parte dos antigos afrescos. As paredes laterais e traseira foram reconstruídas, a abóbada, substituída pela moderna estrutura de madeira e o piso foi completamente escavado. O convento mercedário do século XVI foi demolido.
A pintura da Sagrada Família da escola de Rafael e diversas outras obras importantes foram levadas para Santa Maria della Mercede e Sant'Adriano, que era também uma igreja mercedária e foi co-dedicada a Santo Adriano.